# Staffan Lodenius
Ben Staffan Lodenius, född 13 december 1947 i Helsingfors, är en finländsk arkitekt. Han är son till journalisten Erik Lodenius.
Lodenius utexaminerades 1975 från Tekniska högskolan och är sedan 1968 tillsammans med bland andra Eric och Gunnel Adlercreutz delägare i Arkitektbyrå A-Konsult. Under 1980- och 90-talen tjänstgjorde Lodenius som speciallärare och tillförordnad professor vid Tekniska högskolan och har sedan 1999 innehaft professuren i samhällsplanering vid Tammerfors tekniska universitet.
Lodenius är i sin yrkesverksamhet en generalist, som inom markanvändningsplaneringen arbetat på alla nivåer från regional utveckling till näromgivning, och i olika sektorer från bevarande av kulturmiljöer till utvärdering av trafikanläggningar. Huvudvikten har dock legat på översikts- och detaljplaneringar av bostads-, centrum- och arbetsområden i ett trettiotal kommuner över hela landet. Många uppdrag har erhållits genom arkitekttävlingar. Han har deltagit aktivt i den offentliga debatten kring stadsbyggnadsfrågor.